# ひゃくえむ。
「ひゃくえむ。」は、魚豊による日本の漫画作品。ウェブコミック配信サイト『マガジンポケット』（講談社）にて、2018年11月6日から2019年8月6日まで連載された。
100メートル走を題材とした作品で、魚豊の連載デビュー作。連載当時の『マガジンポケット』ではスポーツ漫画が人気ジャンルでなかったことなどから、PV数が伸び悩み、2019年3月には単行本が発刊されないことが決定した。しかし、魚豊がこの事実を伝えた投稿はTwitterで反響を呼び、結果としてアプリ内の評価数も増えたことから、一転して刊行が決定した。
2025年には、アニメ映画が公開予定。

## あらすじ
トガシは生まれつき足が速かった。他には何も持っていなかったが、速く走ることで友達も居場所も得ることができた。
そして小6の時に初めて敗北を知った。
やがてトガシは小宮と出会う。小宮は辛いことを忘れるために走っていた。
小宮と出会ったトガシは、小宮が持っている熱に当てられ、やがて異常なまでの高揚感と興奮を知る。

## 登場人物
声は劇場アニメの声優。
トガシ
声 - 松坂桃李
小宮
声 - 染谷将太
財津
声 - 内山昂輝
仁神
声 - 笠間淳
海棠
声 - 津田健次郎

## 書誌情報
- 魚豊 『ひゃくえむ。』 講談社〈KCデラックス〉、全5巻
  1. 2019年6月7日発売[6]、ISBN 978-4-06-516405-1
  2. 2019年7月9日発売[7]、ISBN 978-4-06-516439-6
  3. 2019年8月9日発売[8]、ISBN 978-4-06-516441-9
  4. 2019年9月9日発売[9]、ISBN 978-4-06-516440-2
  5. 2019年10月9日発売[10]、ISBN 978-4-06-516883-7
- 魚豊 『ひゃくえむ。新装版』 講談社〈KCデラックス〉、全2巻
  - 上、2022年3月30日発売[11]、ISBN 978-4-06-527434-7
  - 下、2022年3月30日発売[12]、ISBN 978-4-06-527431-6

## 劇場アニメ
2025年9月19日より公開予定。

### スタッフ
- 原作 - 魚豊[5]
- 監督 - 岩井澤健治[5]
- 脚本 - むとうやすゆき[5]
- キャラクターデザイン・総作画監督 - 小嶋慶祐[5]
- 音楽 - 堤博明[5]
- 美術監督 - 山口渓観薫[5]
- 主題歌 - Official髭男dism「らしさ」(IRORI Records / PONY CANYON)[5]
- 色彩設計 - 松島英子[5]
- 撮影監督 - 駒月麻顕[5]
- 編集 - 宮崎歩[5]
- 音楽ディレクター - 池田貴博[5]
- サウンドデザイン - 大河原将[5]
- キャスティング - 池田舞、松本晏純[5]
- 音響制作担当 - 今西栄介[5]
- プロデューサー - 寺田悠輔、片山悠樹、武次茜[5]
- アニメーション制作 - ロックンロール・マウンテン[5]
- 製作 - 『ひゃくえむ。』製作委員会（ポニーキャニオン、TBSテレビ、アスミック・エース、GKIDS）[5]
- 配給 - ポニーキャニオン、アスミック・エース[5]